# Ptinus pilosus
Ptinus pilosus is een keversoort uit de familie klopkevers (Ptinidae). De wetenschappelijke naam van de soort werd in 1821 gepubliceerd door Philipp Wilbrand Jacob Müller.